# 三门卷蟹蛛
三门卷蟹蛛（学名：Thomisops sanmen）为蟹蛛科卷蟹蛛属的动物。在中国大陆，分布于浙江、湖北等地。该物种的模式产地在浙江。